# Der Prozess der Jeanne d’Arc zu Rouen 1431
Der Prozess der Jeanne d’Arc zu Rouen 1431 ist ein Hörspiel von Anna Seghers, das der Flämische Rundfunk Antwerpen 1937 sendete. Das Werk erschien im selben Jahr im Journal „Internationale Literatur“ in Moskau. Die Autorin habe 1935 und 1936 in Paris Zugang zu den lateinischen Prozessprotokollen aus dem 15. Jahrhundert gehabt. Sie sei auch durch Dreyers Stummfilm „Die Passion der Jungfrau von Orléans“ zu dem Hörstück angeregt worden.
Anna Seghers stellt die Heilige Johanna als aufrichtig gläubige Christin und furchtlose Freiheitskämpferin dar. Die Gegenseite, also die Richter der Jungfrau von Orléans – englandhörige gelehrte Köpfe des französischen Klerus unter Vorsitz des Bischofs Cauchon von Beauvais – kommen, bis auf die Ausnahme Jean de la Fontaine, bei Anna Seghers schlecht weg.

## Inhalt
Johanna wird als kleines, dünnes Zwirnsfädchen in Männerkleidern vorgestellt, das schwer an den Ketten trägt. Die etwa 19-Jährige war von ihrem Geburtsort Domrémy an der Maas der Aufforderung einer Stimme, von einem großen Licht begleitet, nach Frankreich gefolgt. Ebenso wie das in Rouen den Prozess verfolgende Volk hasst Johanna ihre englischen Bewacher. Durch ihr Schwert ist niemand umgekommen. Allerdings hat die Jungfrau mit der schneeweißen Standarte in der Faust die Franzosen mit Billigung des Königs gegen die Engländer in den Kampf geführt. Alle englischen Besatzer werden aus Frankreich hinausgejagt werden. Davon ist Johanna fest überzeugt. Über ihre Ketten und Eisen beschwert sie sich bei den kirchlichen Richtern. Weil Fluchtgefahr besteht, bleibt die Angeklagte gefesselt.
Jean de la Fontaine, Doktor im kanonischen Recht, vom Bischof von Beauvais zum Verhör bestellt, sucht die Gefangene zwischen zwei Prozesstagen in ihrem Kerker auf. Von ihrer Gefangennahme durch den Herzog von Luxemburg in Compiègne und von jener Stimme ist die Rede. Johanna hat sie wieder gehört. Die Stimme hat der Jungfrau eingeschärft, ihren Richtern kühn entgegenzutreten. Gesagt, getan. Der Kirche unterwirft sich Johanna nicht, weil sie sich schon Gott unterworfen hat. Einen Verteidiger lehnt sie ab: „Lest erst mal Eure Rede herunter, dann will ich antworten.“ Ihre kirchlichen Richter erkennt sie nicht an: „Was ist das überhaupt, Kirche?“ Die Ankläger bleiben dabei – Johanna soll ihre Superbia – diese Stimme betreffend – bereuen. Denn Gott versuche hochmütige Menschen „durch teuflische Visionen“. Johanna bleibt standhaft. Dem Bischof bleibt nur die Androhung der Folter. Da weint Johanna zum ersten Mal.
Jean de la Fontaine beschwört Johanna, das mit dieser Stimme „als Einbildung und Unsinn“ zu erklären. Aber sie steht zu ihrem Wort. Darauf verurteilt der Bischof Johanna unweigerlich als Ketzerin und stößt sie aus der Kirche aus. Nachdem die Jungfrau aus Angst vor dem Scheiterhaufen schriftlich ihre „Irrtümer“ widerruft, wird sie wieder in die Kirche aufgenommen und muss Frauenkleider tragen.
Nachdem die englischen Bewacher über die Jungfrau hergefallen sind, zieht sie erneut Männerkleider an. Der Bischof besteht auf der Kleiderordnung. Darauf die „hartnäckige und rückfällige“ Johanna: „Ich will jetzt lieber auf einmal sterben als langsam in euren Händen.“ Johanna wird bei lebendigem Leibe verbrannt. Die Engländer, mit dem Herzog von Bedford an der Spitze, triumphieren.

## Rezeption
Der Text, im französischen Exil geschrieben, sei mehr als eine Hommage an die Nationalheilige des Gastlandes. Den Gerichtsprotokollen im Wesentlichen folgend, würden Fragen des Befreiungskampfes durchgespielt.
Das Hörspielhonorar habe Anna Seghers Recherchen für ihren Roman „Die Rettung“ in dem Borinage ermöglicht. Sonja Hilzinger sieht eine Parallele zu „Dantons Tod“ und einen Anknüpfungspunkt an die Märtyrerchronik „Die Gefährten“. Die Interpretationen des Hörstücks reichen von angenommenen Relationen zu den politisch motivierten Prozessen des Volksgerichtshofes ab 1934 im Deutschen Reich bis zu den Moskauer Prozessen ab 1936.
Hilzinger zitiert
- Gábor Kerekes anno 1986: Anna Seghers´ Hörspiel „Der Prozess der Jeanne d’Arc zu Rouen 1431“[10]
- Anthony Waine: Persecution and Faith in Anna Seghers´ Radio Play „Der Prozess der Jeanne d’Arc zu Rouen 1431“[11]

## Hörfunk
Hans Lietzau produzierte das Hörstück 1959 für den NDR. Es sprachen Ella Büchi, Alfred Schieske, Werner Hinz, Ernst Schröder, Eduard Marks, Karl-Heinz Kreienbaum, Richard Münch, Heinz Reincke, Gerda-Maria Jürgens und Uwe Friedrichsen. Am 28. November 2007 wiederholte der NDR die historische Aufnahme aus dem Jahr 1959.

## Bühnen- und Bildschirmfassung
- Brecht brachte am 23. November 1952 sein gleichnamiges, nach Seghers bearbeitetes Stück auf seine Berliner Bühne. Benno Besson hatte das Stück inszeniert. Käthe Reichel spielte die Johanna.[14]
- Auf der Brechtschen Grundlage wurde am 9. März 1967 Peter Palitzschs Fernsehspiel im BRD-Fernsehen ausgestrahlt. Rita Leska spielte die Johanna und Hans Mahnke den Bischof von Beauvais.

### Textausgaben
Verwendete Ausgabe
- Der Prozess der Jeanne d’Arc zu Rouen 1431. Ein Hörspiel. Verlag Philipp Reclam jun. Leipzig 1965 (RUB 272). 152 Seiten, ohne ISBN

### Sekundärliteratur
- Kurt Batt: Anna Seghers. Versuch über Entwicklung und Werke. Mit Abbildungen. 283 Seiten. Reclam, Leipzig 1973 (2. Aufl. 1980). Lizenzgeber: Röderberg, Frankfurt am Main (Röderberg-Taschenbuch Band 15), ISBN 3-87682-470-2.
- Sonja Hilzinger: Anna Seghers. Mit 12 Abbildungen. Reihe Literaturstudium. Reclam, Stuttgart 2000, RUB 17623, ISBN 3-15-017623-9.